# Karleborg
Karleborg var ett grevskap i Österbottens län. Det gavs till Clas Tott den 20 mars 1652 och omfattade då Nykarleby stad, 10 byar i Nykarleby socken och 11 byar i Lappo socken. Genom att samma år avstå sina Ekolsundsgods till Magnus Gabriel De la Gardie, erhöll Clas Tott som ersättning ytterligare mantal i Lappo, Vörå och Ilmola socknar, vilka han innehade med full äganderätt (allodium). 1653 fick han av drottningen rätt att förena dessa gods med grevskapet, utan att den fulla äganderätten därmed gick förlorad. Efter ytterligare förvärv uppgick grevskapets besittningar omkring år 1654 till 110 1/4 mantal.
Då Clas Tott 1674 dog utan manliga bröstarvingar eller andra till grevskapet arvsberättigade släktingar, indrogs grevskapet med de ursprungligen donerade mantalen den 5 augusti 1674. De övriga områden som senare tillförts grevskapet gick vidare till Totts arvingar.